# Phare de Bridgeport Harbor
Le phare de Bridgeport Harbor était un phare du Connecticut, États-Unis, situé sur la rive droite de l'entrée du port de Bridgeport et au nord de Long Island Sound, Bridgeport, Connecticut.

## Histoire
Le phare original fut construit en 1851. C'était une tour octogonale, avec un feu rouge fixe d'une lentille de Fresnel. Il n'y avait pas de quartier de gardien. 
En 1871, un phare de remplacement fut construit. C'était une maison en bois dont la tour était rattachée au toit. Il était équipé d'une lentille de Fresnel de quatrième ordre. 
En 1953, le phare était en mauvais état et la Garde côtière américaine a choisi de le remplacer par une tour à claire-voie.